# Pabellón nacional
Pabellón nacional, o bandera de popa, es la denominación que recibe la bandera que indica nacionalidad en los buques.
Pueden englobarse en cuatro categorías:
- Pabellón civil: Pabellón que arbolan las embarcaciones civiles. También se suele denominar  pabellón mercante o bandera mercante.
- Pabellón institucional: Pabellón que arbolan las embarcaciones del gobierno o su administración.
- Pabellón de guerra o pabellón naval: Pabellón que arbolan las embarcaciones de la Armada.
- Pabellón especial: Se trata de pabellones con legislación específica, y que varían mucho de unas naciones a otras. En España, por ejemplo, existen pabellones especiales para embarcaciones de correos, embarcaciones de sanidad, embarcaciones de Hacienda y embarcaciones de recreo. Algunos países incluyen pabellones especiales para embarcaciones de guardacostas o embarcaciones de recreo específicos para los socios de ciertos clubes náuticos.

## Ejemplos
| País        | Pabellones civiles | Pabellones institucionales | Pabellones navales | Pabellones especiales     |
| ----------- | ------------------ | -------------------------- | ------------------ | ------------------------- |
| Bélgica     |                    | Bandera de Italia          |                    | (Embarcaciones de recreo) |
| Italia      |                    | Bandera de Italia          |                    | (N/A)                     |
| Reino Unido |                    |                            |                    | (N/A)                     |
| Dinamarca   |                    |                            |                    | (Embarcaciones de recreo) |
| Perú        |                    |                            |                    | (N/A)                     |
| España      |                    |                            |                    | (Embarcaciones de recreo) |
| Alemania    |                    |                            |                    | (N/A)                     |
| Canadá      |                    |                            |                    | (N/A)                     |
| Marruecos   |                    |                            |                    | (N/A)                     |
| Colombia    |                    |                            |                    | (N/A)                     |